# Gustave Aimard
Pour les articles homonymes, voir Aimard.
 (décembre 2024).
Si vous disposez d'ouvrages ou d'articles de référence ou si vous connaissez des sites web de qualité traitant du thème abordé ici, merci de compléter l'article en donnant les références utiles à sa vérifiabilité et en les liant à la section « Notes et références ».
Gustave Aimard, dont le nom (par adoption) est Olivier Gloux, né le 13 septembre 1818 à Paris où il meurt le 20 juin 1883, est un écrivain français, auteur de romans d’aventures souvent publiés en feuilleton dans Le Moniteur, La Presse ou La Liberté.

## Biographie
Gustave Aimard est né à Paris en 1818 de parents inconnus. Son nom officiel est Olivier Aimard, mais plus tard il se donnera lui-même le prénom de Gustave. Ce n’est qu’après sa mort que l’on découvrira que son père s’appelait Sébastiani, qui après avoir été général, fut ensuite ambassadeur et ministre. Selon le New York Times du 9 juillet 1883, sa mère se nommait Félicité de Faudoas, mariée avec Anne Jean Marie René Savary, duc de Rovigo.
Abandonné par ses parents, il s’enfuit à 9 ans du domicile de sa famille adoptive, les Gloux, et s’engage comme mousse sur un bateau. Il débarque en Patagonie, puis se rend en Amérique du Nord où il mène une vie aventureuse, notamment comme chercheur d’or et trappeur. Il s’enrôle dans la marine en 1835 avant de déserter quatre ans plus tard lors d’une escale au Chili. Il épouse une Comanche, puis entame des voyages en Europe et dans le Caucase.
En 1847, il  retourne en France.
À travers l’œuvre d’Aimard, l’on trouve ses notes autobiographiques. Un grand nombre de notes traite de sa vie et de son périple sur le continent américain. À travers toutes les séries qu’il a écrites, comme un fil rouge, dans la plupart des cas par la voix de son alter ego, il témoigne de la recherche de sa famille biologique. Presque dans tous les livres, l’on trouve le thème de l’enfant abandonné ou adopté. Dans sa série parisienne, Les Invisibles de Paris, il fait allusion à la mort de quelqu’un à la prison du Luxembourg. Il s’agissait du duc, du mari et de l’assassin de sa demi-sœur. Dans Par mer et par terre, Le Corsaire et Le Batâr il raconte l’histoire du meurtre de sa demi-sœur.
En 1851, on le retrouve au Mexique. Il fait partie d’un groupe de mineurs. Le chef du groupe, le comte Raousset-de-Boulbon (pour des raisons de sécurité, certains Bourbons s’appelaient Boulbon) n’a toutefois pas réussi à obtenir les permissions promises et a décidé de « libérer le pauvre peuple ». Les aspirants mineurs se transforment en « conquérants » et réussissent même à occuper la petite ville de Hermosillo dans la province de Sonora. Cette nuit, cependant, le comte tombe victime de diarrhée, ses soldats s’enfuient et les Mexicains reprennent la petite ville.
De retour en France, en 1852, Aimard décrit cette « conquête » dans Curumilla. Dans l’épilogue, il commente le contexte de ce livre. Une historiographie contemporaine de 1856 et l’historiographie officielle de 1935, The French in Sonora ne laissent aucun doute qu’Aimard a participé à cette conquête de 1852.
En 1854, Aimard est de retour à Paris. Il se marie avec Adèle Lucie Damoreau, « artiste lyrique », et commence à écrire. Sa spécialité : les récits consacrés à l’Ouest américain. Aussi populaire, en son temps, qu’Eugène Sue et Paul Féval, il a écrit une soixantaine de romans. Il est l’auteur, notamment, des Trappeurs de l’Arkansas en 1858 et des Bandits de l’Arizona en 1882.
À partir de 1858, les feuilletons parus dans les journaux sont publiés sous forme de livre. La pression que les éditeurs exercent sur lui pour qu’il produise contribue largement à l’une des caractéristiques de son œuvre : l’auto-plagiat. Du fait de son manque d’instruction, il semble avoir eu des difficultés à jongler avec les différents rôles qu’il s’assigne (romancier, historien, anthropologue, etc.). Voici un exemple de ce qu’il écrit quand il change de rôle : à plusieurs reprises, Aimard interrompt le récit des aventures du héros pour défendre les Indiens, affirmant que, malgré ce que d'autres ont pu écrire à leur sujet, ils ne sont pas barbares, puis il reprend son récit en continuant à décrire ces mêmes Indiens comme des « diables rouges ».
En 1870, il fait parler de lui à nouveau, parce qu’il attire l’attention d’une bande de journalistes et que pendant la guerre franco-prussienne il obtient son premier succès modeste. Cet événement se trouve aussi dans les livres d’histoire : l’affaire Bourget. Le livre qu’il produit sur cette guerre, Les Aventures de Michel Hartmann, a été censuré par le gouvernement français, qui dans le temps ne voulait pas plus de problèmes avec les Allemands.
En 1879, paraît sous la double signature de Gustave Aimard et Jules Berlioz d’Auriac, Jim l’Indien, comme onze autres romans publiés chez l’éditeur Degorce-Cadot. Ces romans étaient pourtant parus une première fois chez l’éditeur Brunet, sous la seule signature de Jules Berlioz d’Auriac. Il y aurait donc eu accaparement des œuvres par Aimard, offrant en échange sa célébrité à un Jules Berlioz d’Auriac qui n’avait pas la sienne. Selon Simon Jeune, spécialiste de ces questions, les romans de Jules Berlioz d’Auriac seraient sans doute des traductions et des adaptations de dime novels peu connus d’auteurs américains.
Ensuite, en 1879, il part pour Rio de Janeiro. Les journaux annoncent l’arrivée du célèbre Français. Il y loue une chambre et le « beau monde de presse » de Rio y défile. « J’étais heureux », écrit-il au sujet de la soirée de départ. L’un des invités de la réception d’adieu était Alfredo d'Escragnolle Taunay, militaire, écrivain et ami de l’empereur Pedro II. Aimard rendait souvent visite à cet ami (Pedro II). D’après ce qu’il écrit, ce n’est pas tout à fait étrange. Cet empereur restait souvent à Paris, adorait la littérature, les sciences et la technologie, et connaissait bien certains membres de la Société des Gens de Lettres. Aimard a écrit un journal sur son voyage à Rio, soit Mon Dernier Voyage, Le Brésil Nouveau.
À la fin, Aimard dit qu’il ira d’abord à Buenos Aires avant de se rendre à l’intérieur du pays. Le Musée impérial du Brésil de Petrópolis, au Brésil, a une copie d’une lettre qu’Aimard avait envoyée de Buenos Aires à l’empereur Pedro II. Il lui y donne un aperçu de ce qu’il a fait pour satisfaire à sa demande d’organiser une représentation de la Comédie française à Rio. Au début de ce récit, Aimard dit qu’il avait peur de devenir fou et qu’il devenait de moins en moins sociable (sa demi-sœur l’était aussi ; le duc n’était tout simplement plus capable de la supporter).
À la fin de sa vie, 1883, à peine deux ans après son retour de l’Amérique latine, Aimard a été admis à l’hôpital Sainte-Anne de Paris. Diagnostic : il avait non seulement un érysipèle et de l’eczéma (ce qui en soi est suffisamment affolant), mais encore la folie des grandeurs. Inhumé d’abord au cimetière d’Ivry, son corps fut transféré des années plus tard dans le caveau de la famille de sa femme (née Damoreau) au cimetière d'Écouen (Val d'Oise).

## Œuvres

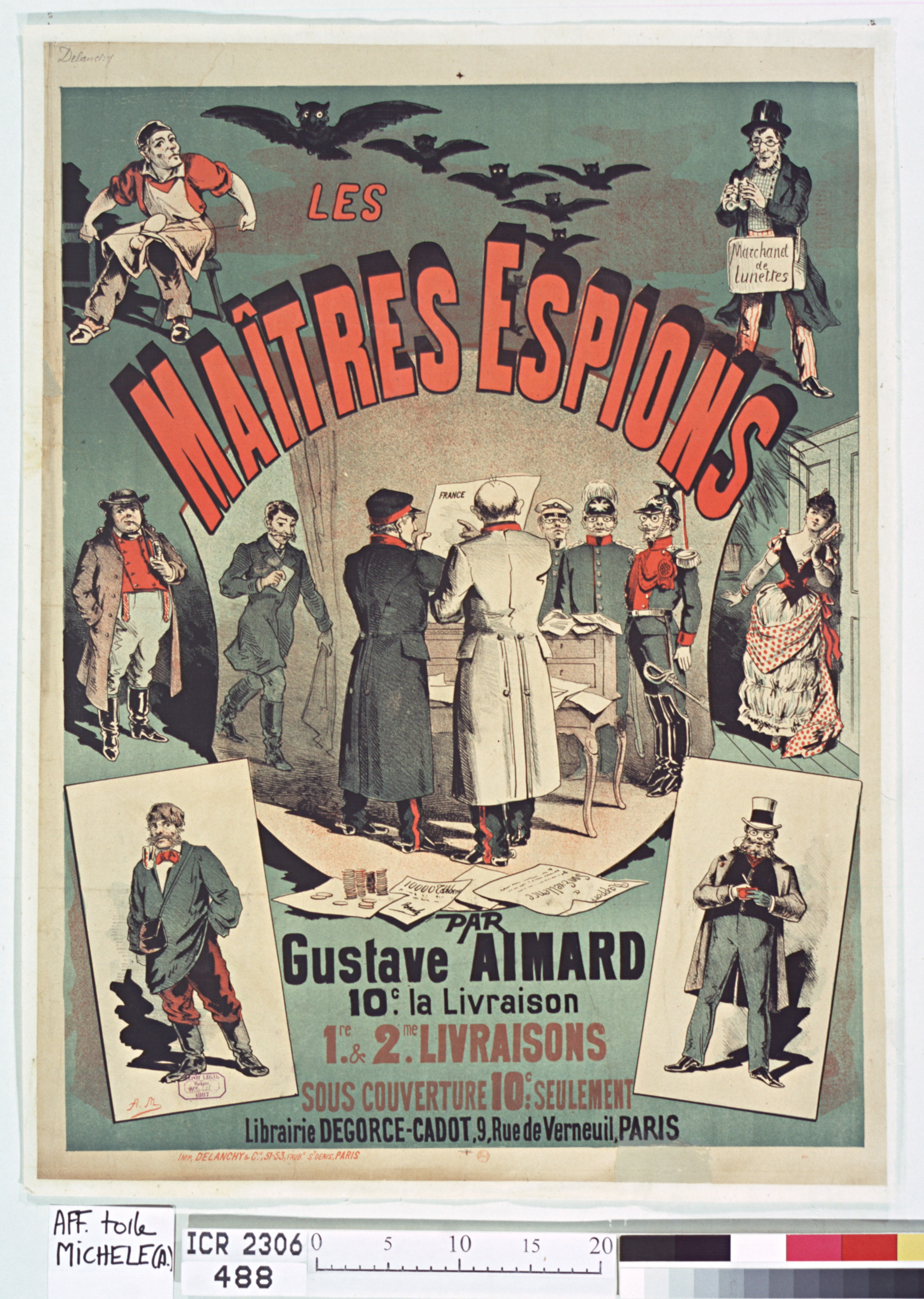
Publicité pour Les Maitres espions.

- Les Compagnons de la nuit 1856-1857 - Feuilleton publié in La Revue Française no 58 à no 72
- Les Trappeurs de l’Arkansas (Amyot 1858), Dentu, Paris, 1887, Fayard, Paris, no 1 [lire en ligne (page consultée le 31 janvier 2021)];
- Le Grand Chef des Aucas (Amyot 1858) - (F. Roy 1880), Dentu, Fayard, Paris, no 7 ;
- Le Chercheur de pistes (Amyot 1858), Dentu, Fayard, Paris, no 8 ;
- Les Pirates des prairies (Amyot 1858), Dentu, Fayard, Paris, no 9 ;
- La Loi de Lynch (Amyot 1859), Dentu Paris, F. Roy Paris (1891), Fayard, Paris, no 10 ;
- L’Éclaireur (Amyot 1859), Dentu, Fayard, Paris, no 17 ; Texte en ligne
- La Grande Flibuste (Amyot 1860), Dentu, F. Roy Paris (1892), Fayard, Paris, no 11 ; Texte en ligne
- La Fièvre d’or (Amyot 1860), Dentu, F. Roy Paris (1892),Fayard, Paris, no 12 ;
- Curumilla (Amyot 1860), Dentu Paris, F. Roy Paris (1892), Fayard, Paris, no 13 ;
- Balle franche (Amyot 1861), Dentu, Fayard, Paris, no 16 ;
- Les Rôdeurs de frontières (Amyot 1861), Dentu, Fayard, Paris, no 2 ;
- Les Francs-Tireurs (Amyot 1861), Dentu, Fayard, Paris, no 3 ;
- Le Cœur-Loyal (Amyot 1861), Dentu, Fayard, Paris, no 4 ;
- Valentin Guillois (Amyot 1862), Dentu Paris, F. Roy Paris (1892), Fayard, Paris, no 14 ;
- La Main-Ferme (Amyot 1862), Dentu, Fayard, Paris, no 42 ;
- L’Eau-qui-court (Amyot 1863), Dentu, Fayard, Paris, no 43 ;
- Les Aventuriers (Amyot 1863), Dentu - (F.Roy, 1891 dans Vol. 1 Les Rois de l'océan), Fayard, Paris, no 32 ;
- Le Guaranis (Amyot 1864), Dentu, Fayard, Paris, (no 22) ; Texte en ligne
- Le Montonero suite du « Guaranis » (Amyot 1864), Dentu, Fayard, Paris, (no 23) ;
- Zeno Cabral suite et fin du « Montonero » (Amyot 1864), Dentu, Fayard, Paris, (no 24) ;
- Les Chasseurs d’abeilles (Amyot 1864), Dentu (?), Roy & Geffroy (1893), Fayard Paris, (no 20) ;
- Le Cœur de pierre (Amyot 1864) Dentu, Fayard, Paris, no 21 ;
- Les Nuits mexicaines (Amyot 1864), Dentu, Fayard, Paris, no 44 ; Texte en ligne
- L’Araucan, Cadot, Paris, 1864 réédité chez Cadot en 1879 sous le titre Le Fils du Soleil également publié avec ce titre en feuilleton du 20 octobre au 1er décembre 1879 dans La Patrie quotidien québécois (Texte en ligne sur le projet Gutenberg)
- Les Fils de la tortue, Cadot, Paris, 1864 ;
- Le Lion du désert, Cadot, Paris, 1864 ; Texte en ligne
- Les Flibustiers de la Sonore - Pièce en 5 actes écrite en collaboration avec Amédée Rolland - Michel Lévy 1864 ;
- La Castille d'or, (Amyot 1865), Dentu, (F.Roy, 1892, dans Vol.2 de Les Rois de l'océan), Fayard Paris no 34 ;
- Les Bohèmes de la mer, (Amyot 1865), Dentu, (F.Roy, 1892, dans Vol.2 de Les Rois de l'Océan), Fayard Paris (numéro|33);
- Un hiver parmi les indiens Chippewais (Nouvelle dans ouvrage collectif Les Plumes d’or, Dentu, Paris, 1865) ;
- Les Gambucinos, Amyot 1866, Dentu, Fayard no 28
- Sacramenta, Amyot 1866, Dentu Paris, Fayard no 29
- La Mas-Horca Amyot 1867, Fayard (numéro 30)
- Rosas, Amyot 1867, Fayard (numéro 31)
- Les Vaudoux, Amyot 1867, Fayard numéro 45
- Une Vendetta Mexicaine, Alexandre Cadot 1866 - Librairie Mondaine Joseph Ducher (fin 1800 ?)
- Les Chasseurs Mexicains Degorce-Cadot 1867
- Les Invisibles de Paris (5 volumes - 1/Les Compagnons de la lune, 2/Passe-Partout, 3/Le Comte de Warrens, 4/La Cigale, 5/Hermosa, écrits en collaboration avec Henri Crisafulli. (Amyot 1867) puis (Dentu, Paris, 1889) puis (Roy & Geffroy 1893) ;
- La Légende du saltimbanque, in Le Monde illustré no 596 au no 602 de septembre à octobre 1868
- Les Outlaws du Missouri, (Amyot 1868), Dentu, Fayard, Paris, no 19 ;
- Ourson Tête-de-Fer, (Amyot 1868), Dentu, (F.Roy, 1891, dans Vol.1 de Les Rois de l'océan), Fayard Paris no 39 ;
- Le Forestier, (Amyot 1869), Dentu, (F.Roy, 1892 dans Vol.2 de Les Rois de l'océan), Fayard, Paris no 35 ;
- Le Roi des placères d'or, (Amyot 1869), Dentu, Fayard Paris no 46 ;
- La Forêt vierge (3 volumes 1/Fanny Dayton, 2/Le Désert, 3/Le Vautour fauve) Dentu, Paris-1870, Roy & Geffroy (1893), Fayard Paris no 18 ;
- La Guerre sainte en Alsace, Dubuisson 1871 - Préoriginale dans le journal La Cloche
- Les Titans de la mer, (Amyot 1873), Dentu, (F.Roy, 1892, dans Vol.2 de "Les Rois de l'Ocean"), Fayard Paris no 36 ;
- Les Scalpeurs blancs, (2 volumes : Tome 1 : L'Énigme, Tome 2 Le Sacripant) - Dentu 1873 ;
- Aventures de Michel Hartmann. (2 volumes : Tome 1. Les Marquards, Tome 2. Le Chien noir) Dentu, Paris, 1873 -   chez Degorce-Cadot sous le titre Le Baron Frédérick en 1878 . Également sous le titre Les Maîtres Espions chez Degorce-Cadot puis chez Librairie Mondaine successeurs de Degorce-Cadot.
- La Belle Rivière (2 volumes - 1/Le Fort Duquesne 2/ Le serpent de satin) Dentu 1874, Fayard numéro 5
- Cardénio suivi de Un profil de bandit mexicain, Carmen Frederique Milher Dentu 1874, Fayard numéro 52
- La Guérilla fantôme, Lachaud et Burdin 1874  Réédité chez Cadot en 1874 sous le titre Dona Flor
- Les Bois-brulés (3 volumes - 1/Le Voladero, 2/Le Capitaine Kild, 3/Le Saut de l’élan) Dentu, 1875-1876 - F. Roy 1892 - Fayard Paris, no 15 ;

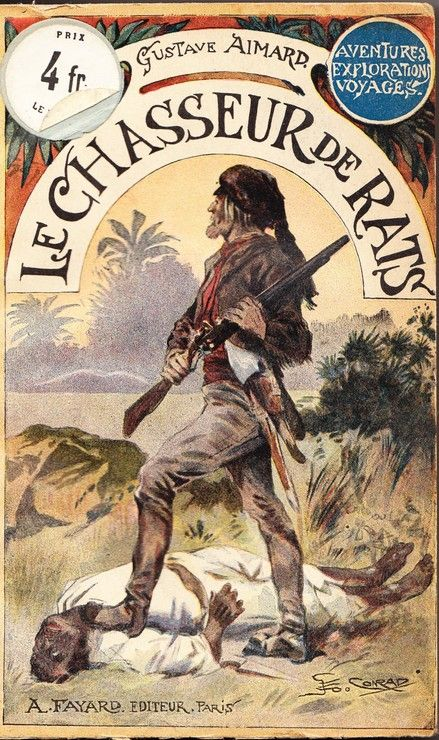
Couverture de Le chasseur de rats, illustré par Georges Conrad.

- Couverture de Le chasseur de rats, illustré par Georges Conrad.Le Chasseur de rats (2 volumes 1/L’Œil gris, 2/Le commandant Delgrès) Dentu, Paris, 1877 - Paru aussi sous le titre Les Révoltés et Le Rapt chez Degorce-Cadot (1879), Fayard, Paris, no 40 et 41 ;
- Les Bisons blancs, suivi de Le Pêcheur de perles, Marianita et Le Saut de Sabô - Dentu Paris 1876, Fayard no 51
- Les Rois de l’océan (2 volumes - Tome 1 L’Olonnais, Tome 2 Vent-en-Panne) - Dentu, Paris, 1877 - (F. Roy 1891, dans Vol. 1 de Les Rois de l'océan)- Fayard Paris, no 37 et no 38 ;
- Les Vauriens du pont Neuf (3 volumes 1/Capitaine d'aventure, 2/La Vie d'estoc et de taille, 3/Diane de Saint-Hyrem) Dentu, Paris 1878
- Une goutte de sang noir : épisode de la guerre civile aux États-Unis, Dubuisson, 1878 (paru en feuilleton dans le journal Le Télégraphe ;
- Les Coupeurs de routes 2 volumes Dentu, Paris 1879 - Fayard no 26 El platero de Urès, Fayard no 27 Une vengeance de Peau-Rouge
- Par mer et par terre (2 volumes - 1/ Le Corsaire, 2/ Le Bâtard) - Ollendorf 1879 ;
- Le Rancho du pont des lianes suivi de Les Chasseurs de minuit et Rosarita la pampera - (Dentu, Paris, 1881) - Fayard no 47 ;
- Les Bandits de l’Arizona : Scènes de la vie sauvage, Blériot 1881, Ardant 1883 sous le titre Les Pirates de l'Arizona, puis Gautier 1889 - Gautier collection Blériot vers 1900/10
- Cornelio d'Armor (2 volumes - Tome 1 L'Étudiant en théologie, tome 2 L'Homme-Tigre) Dentu 1882 - Fayard no 25 ;
- Le Souriquet 2 volumes 1/René de Vitré 2/ Michel Belhumeur Dentu 1882, Fayard numéro 6
- Le Rastréador 2 volumes 1/Les Plateados 2/ Le Doigt de Dieu Dentu 1883, Fayard numéro 48 et 49
- Mon dernier voyage, le Brésil nouveau, Dentu, Paris, 1886 ;
- Les Peaux-Rouges de Paris, (3 Volumes chez Dentu, Paris, 1888 ) ;
- Le Roi des Ténèbres
- Le Trouveur de sentiers, Dentu 1888 - Fayard no 50 ;
- Le Robinson des Alpes, Bleriot puis Gautier 1888, Flammarion vers 1900 ;
- L’Oiseau noir, histoire américaine, Dentu, Paris, 1893 ;

plus 12 titres signés avec Jules Berlioz d'Auriac :
1. L’Esprit blanc, Degorce-Cadot 1878 - Librairie Mondaine Joseph Ducher (fin 1800)
2. L’Aigle noir des Dacotahs, Degorce-Cadot, 1878 - Librairie Mondaine Joseph Ducher (fin 1800)
3. Le Mangeur de poudre, Degorce-Cadot, 1878 - Librairie Mondaine Joseph Ducher (fin 1800)
4. Les Pieds-Fourchus, Brunet Paris 1866, - Degorce-Cadot, 1878 -Librairie Mondaine Joseph Ducher (fin 1800)
5. Rayon-de-Soleil, Degorce-Cadot 1878 - Librairie Mondaine Joseph Ducher (fin 1800)
6. Le Scalpeur des Ottawas, Degorce-Cadot 1878 - Librairie Mondaine Joseph Ducher (fin 1800)
7. Œil-de-Feu, Degorce-Cadot 1879 - Librairie Mondaine Joseph Ducher (fin 1800)
8. Cœur-de-Panthère, Degorce-Cadot, 1879 - Librairie Mondaine Joseph Ducher (fin 1800)
9. Les Terres d’or, Degorce-Cadot, 1879 - Librairie Mondaine Joseph Ducher (fin 1800) Texte en ligne
10. Les Forestiers du Michigan, Degorce-Cadot 1879, Bardin, 1879 - Librairie Mondaine Joseph Ducher (fin 1800) Texte en ligne
11. Jim l’Indien, Degorce-Cadot, 1879[2] ; Publié aussi sous le titre L'Œuvre infernale, Degorce-Cadot, 1884 - Librairie Mondaine Joseph Ducher (fin 1800)
12. La Caravane des sombreros, Degorce-Cadot, 1879 - Librairie Mondaine Joseph Ducher (fin 1800)